# Adolphe Alexandre Chaillet
Adolphe Alexandre Chaillet (15 de julho de 1867, em Paris – após 1914) foi um inventor francês no campo da engenharia elétrica.
Chaillet criou a Centennial Light, que ilumina um quartel do corpo de bombeiros em Livermore, Califórnia há mais de um século. Chaillet tinha conhecimentos em química e mineralogia.

## Vida inicial
Adolphe A. Chaillet nasceu em Paris em 15 de julho de 1867. Era filho de Samuel Alexander Chaillet, um relojoeiro sueco, e de Eugénie Eva Wendawowicz, de nacionalidade russa.
Chaillet formou-se em instituições científicas alemãs e francesas. Além de um profundo conhecimento em engenharia elétrica, ele também era competente como químico e mineralogista. Em um artigo de jornal, comentou sobre a teoria da evolução de Darwin.
Chaillet iniciou-se no negócio de lâmpada incandescente com seu pai, que administrava uma fábrica próxima a Paris. Foi contratado pela empresa Schaefer, na Alemanha, para auxiliar na produção de filamentos de lâmpadas. Remodelou a fábrica e, posteriormente, foi designado para chefiar a maior fábrica de lâmpadas na Alemanha.

### Emigração e casamento
Chaillet emigrou para os Estados Unidos em 1892 para fabricar lâmpadas em Marlboro, Massachusetts (provavelmente no que era então conhecido como Bryan-Marsh Company). Mais tarde, trabalhou no departamento de projetos da General Electric em Lynn, Massachusetts. Por volta de 1896, Chaillet concluiu o projeto de uma locomotiva elétrica para a Jeffrey Manufacturing Company, em Columbus, Ohio.
Chaillet casou-se com Maude L. Bickmore (n. 1877), de Massachusetts. O casal teve dois filhos — Alexander B. Chaillet (n. novembro de 1896) e Arnold Chaillet (n. agosto de 1898) — e uma filha — Catherine Chaillet (n. janeiro de 1899). Os três nasceram em Shelby, Ohio.

## Shelby Electric Works
No final de julho de 1896, John Cooper Whiteside, ex-superintendente da Cooper Engine Works em Mount Vernon, Ohio, comentou com John Chamberlain Fish, um homem de negócios em Shelby, que Chaillet tinha uma ideia para uma lâmpada incandescente aperfeiçoada, com 20% a mais de eficiência e 30% a mais de vida útil do que outros modelos. Isso despertou o interesse de Fish.
Em 7 de agosto de 1896, um artigo de jornal anunciou que um contrato havia sido negociado entre Chaillet, Whiteside, Fish e alguns outros investidores de Shelby. Chaillet tornou-se gerente técnico e foi nomeado para o conselho de diretores da empresa.
"A. A. Chaillet, o gerente técnico da companhia, e de quem a empresa depende principalmente para aconselhamento em todos os pontos relacionados à fabricação de seu produto, trabalhou na fábrica operada por seu pai próximo a Paris, França, quando a lâmpada incandescente era produzida por eles na Europa. O professor atua como fabricante de lâmpadas incandescentes desde 1878, tendo chefiado o laboratório da maior fábrica da Alemanha. O Sr. Chaillet veio para este país em 1892 para fabricar lâmpadas em Marlboro, Massachusetts. Ele havia sido contratado na Alemanha pela empresa Schaefer para auxiliar na fabricação de filamentos e na remodelação de sua planta. Esta fábrica foi fechada pela Edison Company logo após o Professor Chaillet ter concluído o trabalho de remodelação. O professor foi então contratado pelo departamento de projetos da General Electric em Lynn, Massachusetts, e recentemente concluiu o projeto de uma locomotiva elétrica para a Jeffreys Manufacturing Company de Columbus, Ohio. O Professor Chaillet não é apenas um eletricista de vasta experiência e conhecimento, mas também um químico e mineralogista especializado."
Chaillet permaneceu no Conselho de Diretores até a reunião anual de 29 de agosto de 1902, quando não foi reeleito. A empresa Jas. Wormley & Co. tinha exclusividade na distribuição das lâmpadas Shelby sem ponta em Cook County, Illinois, e em Minnesota desde o primeiro dia de fabricação. Em 1902, Wormley tornou-se diretor da Shelby Electric.
Chaillet obteve apenas duas patentes nos Estados Unidos, entre 1896 e 1922, referentes a um soquete de lâmpada e a uma lâmpada em si; ambas foram solicitadas enquanto ele estava associado à Shelby Electric.

### Melhorias na lâmpada incandescente
O projeto de lâmpada de Chaillet envolvia achatar a bobina de filamento de carbono em forma elíptica, posicionada transversalmente em relação ao eixo longitudinal da lâmpada, bem como achatar a extremidade do bulbo onde ficava a ponta, paralelamente aos laços do filamento, de modo que a maior intensidade de luz fosse projetada para baixo quando a lâmpada estivesse pendurada no teto.
A lâmpada de Chaillet foi testada junto a outras em janeiro de 1897. A fabricação começou por volta de 1º de fevereiro de 1897. O produto chegou ao mercado em março de 1897.
A lâmpada original de Chaillet apareceu na edição de 6 de fevereiro de 1897 da revista Electrical World. Os detalhes completos do design não foram revelados no artigo. Tratava-se de uma lâmpada sem ponta, com filamento de carbono produzido por um processo secreto. Citando diretamente o artigo:
"A lâmpada possui diversas características peculiares que, segundo se afirma, conferem-lhe elementos de superioridade em relação a todas as outras. O filamento é cortado em forma quadrada por meio de máquinas automáticas a partir de folhas de material produzido por um processo químico secreto. Após ser conformado, o filamento cortado é fixado em terminais de platina que são selados nas laterais, na extremidade inferior do bulbo da lâmpada. O filamento tem resistência tão alta que, nas lâmpadas Shelby, seu comprimento é menor que o da maioria das lâmpadas comerciais de mesma potência. O bulbo não é esvaziado pelo topo, o que, em conjunto com o filamento extremamente pequeno, torna a lâmpada final uma das menores e também uma das mais elegantes do mercado."
Na prática, seria difícil provar de forma conclusiva que o novo design de lâmpada teria desempenho superior ao de outra lâmpada com configuração de filamento diferente. Isso porque, embora a potência de entrada de uma lâmpada possa ser facilmente medida, a intensidade luminosa precisaria ser medida em um fotômetro esférico. Nas décadas de 1880 e 1890, as medições de luz costumavam ser feitas em fotômetros horizontais, que medem a intensidade em apenas uma direção, em vez de uma medida integrada esférica. Assim, ainda que o design de Chaillet pudesse ser melhor que o das lâmpadas concorrentes, não é simples chegar a essa conclusão hoje.
Em um artigo publicado no Electrical Review em 10 de março de 1897, página 111, discutiu-se a origem dos filamentos usados nas lâmpadas Shelby. Alguns fabricantes aparentemente pensavam que os filamentos eram importados da Europa. A revista Electrical Review enviou um telegrama para a Shelby Electric Company para esclarecer a questão. Seguem alguns trechos da resposta da Shelby:
"A questão de obter licenças para fabricar sob as patentes da Westinghouse é algo que ainda não decidimos de forma definitiva... Adquirimos cópias de todas as patentes que eles afirmam possuir ou controlar, e sabemos positivamente que não infringimos nenhuma delas. Acreditamos que somos a única empresa que fabrica lâmpadas nos Estados Unidos atualmente que pode fazer tal declaração. Em relação ao filamento que usamos, podemos afirmar que é um filamento quadrado, não um filamento de celulose. Nosso filamento não é importado da Alemanha. Nós o produzimos aqui em Shelby, mas é o mesmo filamento que nosso Professor Chaillet descobriu na Alemanha e que está sendo utilizado com muito êxito por duas das mais importantes fábricas europeias, em um acordo especial com nosso Professor Chaillet. O filamento é muito próximo do carbono puro, tão duro depois de carbonizado que risca vidro com facilidade... Nós mesmos poderíamos obter patentes para mais de cem dispositivos diferentes que usamos em nossa fabricação, mas preferimos mantê-los em segredo... Não vendemos lâmpadas pelo preço, mas pela qualidade..."
Inicialmente, Chaillet não patenteou o novo design da lâmpada nem seus detalhes, preferindo mantê-los como segredos comerciais. Ele só entrou com o pedido de patente em 22 de outubro de 1900, que foi concedido em 2 de julho de 1902.

## Anos posteriores
Em 1902, Chaillet deixou o conselho de diretores da Shelby. Posteriormente, mudou-se para Cidade do México, com a família. Trabalhou na área de lâmpadas na Cidade do México entre 1904 e 1914. Em 1914, a Revolução Mexicana forçou Chaillet a retornar aos Estados Unidos.
Chaillet faleceu em data posterior a 1914.